# Kishanganj
Kishanganj (hindi: किशनगंज) är en stad i den indiska delstaten Bihar och är centralort för ett distrikt med samma namn. Folkmängden uppgick till 105 782 invånare vid folkräkningen 2011.